# 郑兴 (柬埔寨)
郑兴（1910年1月10日—1996年3月15日），柬埔寨政治家。出生在茶胶省，拥有部分华人血统。1969年，郑兴当选国民议会议长。1970年，朗诺发动政变推翻西哈努克亲王，建立高棉共和国。郑兴于同年3月21日代理国家元首职位。10月9日，就任高棉共和国总统。不过这仅仅是象征性的职务，流亡在外的西哈努克亲王称郑兴是“微不足道的傀儡”。1972年3月9日，朗诺假借政治危机为名罢免了郑兴，自己就任总统。
1975年，红色高棉包围首都金边的时候，将朗诺、西索瓦·施里玛达、英丹、隆波烈、山玉成、郑兴、索斯丹尼·费尔南德列为“七大卖国贼”，声称在共产主义革命胜利后要将他们就地处决。郑兴于4月1日逃往巴黎，在那里他与以宋双为首的流亡组织取得联系。
郑兴于1991年回到柬埔寨，组建共和联盟党参加1993年大选，但落败。1996年逝世。